# 沙耶の唄
『沙耶の唄』（さやのうた）は、2003年12月26日にアダルトゲームブランドのニトロプラスから発売されたアダルトゲーム。脚本は虚淵玄。
1プレイの目安が5時間、エンディング数が3と少ないかわりに、定価4800円（税別）という低価格で発売され、いわば廉価版的存在となっている。
作中で登場人物に「昔読んだ、漫画で…」と語らせる形で、手塚治虫の漫画『火の鳥・復活編』へのオマージュが盛り込まれている。また、クトゥルフ神話の要素も取り入れられており、表立った設定や用語はほとんど見られないものの、狂気、異界、禁忌といったエッセンスが強く再現されている。
2009年7月31日には、Windows Vista対応の廉価版『沙耶の唄 Nitro The Best! Vol.2』がパッケージ版とダウンロード版で発売された。また、2013年2月28日には、あそべる!BDゲームでBD-PGへの移植版が発売された。さらに同年4月17日には、一部演出を変更したうえでAndroid移植版の配信がビジュアルアーツのアプリマーケット『アニゲマ』で開始された。
2018年12月14日に星海社FICTIONSから大槻涼樹・虚淵玄が手を加えたノベライズが発売されている。

## ストーリー
医大生の匂坂郁紀（さきさか ふみのり）は、交通事故に遭い生死の境をさまようが、奇跡的に助かる。しかし、大学に復帰した匂坂は、故意に嫌われるような言動をとり、自分の周囲から人を遠ざけようとする。友人達は彼を心配するが、匂坂には彼らから差し伸べられる救いの手にすがれないわけがあった。
匂坂は交通事故の後遺症で知覚異常を起こしており、すべてのものが醜悪かつ奇怪な形で見えるようになっていたのだ。街の建物は豚の臓物をぶちまけて塗りたくった様に、人間はおぞましい肉塊に見え、話す言葉は呻き声や金切り声に聞こえ、触れた感触ですら尋常ではなくなっていた。自分以外の全てが不気味でストレスのあまり狂いそうになる世界の中で、孤独な入院生活を過ごしていたある日、匂坂の前に沙耶（さや）という謎の少女が現れる。沙耶だけはなぜか普通の人間に見え、肉塊のような姿にしか見えない友人たちと違い、触れたときに温かみを感じることもできた。やがて匂坂は沙耶に惹かれ、彼女を自分の家へ招いて、一緒に暮らし始める。
しかし、それは真に訪れる狂気の世界への扉にしか過ぎなかった。

## 登場キャラクター
匂坂 郁紀（さきさか ふみのり）
声 - 氷河流
主人公の医大生。交通事故で両親を失い、自らも脳挫傷を負って生死をさまよっていたが、最新の医療技術による硬膜下血腫の除去手術によって身体的には回復し、大学に復帰した。
しかし、除去手術の後遺症の知覚障害により「世界が狂って見える」ようになり、風景や人物が不気味な肉塊のような姿形で見えるようになってしまい、そのストレスで性格も陰鬱なものへ変貌していく。
その狂った世界で唯一正常な姿に見える謎の少女・沙耶と暮らすようになり、彼女の父親である奥涯教授を探すことになる。
沙耶（さや）
声 - 川村みどり
郁紀の前に現れた謎の少女。失踪した父親を捜している。狂ってしまった郁紀の視界で唯一、正常な姿に見える存在で、彼の精神的な支えになる。また彼女も、自分を愛してくれる郁紀に好意を寄せている。
戸尾 耕司（とのお こうじ）
声 - 片岡大二郎
郁紀の親友でサークル仲間。
事故後豹変してしまった郁紀の態度を不審に思うものの、青海や瑤と共に以前の郁紀の人間関係を取り戻そうとしている。
高畠 青海（たかはた おうみ）
声 - 海原エレナ
耕司の彼女で、瑤の親友。
事故後の冷淡な郁紀の態度に怒りを感じており、郁紀の言動に傷付いた瑤を心配している。
津久葉 瑤（つくば よう）
声 - 矢沢泉
郁紀のサークル友達。
元々郁紀に想いを寄せていたらしく、青海・耕司の仲介で郁紀に告白したが、事故後の彼の陰鬱な変化に戸惑う。
丹保 凉子（たんぼ りょうこ）
声 - 佐藤まこと
T大学付属病院の脳神経外科医で郁紀の主治医。
肉体的には何の問題もなく回復した郁紀が、週一度の定期健診時に何かを隠している様子に不審を抱く。
鈴見 洋祐（すずみ ようすけ）
声 - 鬼沢雅維
郁紀の隣人の中年男性。画家を営んでおり、妻・娘と共に暮らしている。
事故後、庭の手入れを放置している郁紀に嫌悪感を抱いている。
奥涯 雅彦（おうがい まさひこ）
元T大学教授で、沙耶の父とされる人物。病院内で不祥事を起こしたのち、辞職し失踪したというが…。

## 音楽
（）中は原曲名を訳したもの。英訳したものも入れると全ての曲がSから始まる。
1. SCHIZOPHRENIA（統合失調症）
2. SABBATH（安息日）
3. SEEK（探索）
4. SPOOKY SCAPE（気味の悪い花茎）
5. SONG OF SAYA I（沙耶の唄1）
6. SONG OF SAYA II（沙耶の唄2）
7. SIN（罪）
8. SUNSET（日没）
9. SHAPESHIFT（変化）
10. SCARE SHADOW（恐怖の影）
11. SCREAM （叫び）
12. SAVAGE（野蛮人）
13. SILENT SORROW（静かな悲しみ）
14. 沙耶の唄（SONG OF SAYA）
15. ガラスのくつ（SHOES OF GLASS）

## エンディングテーマ
「沙耶の唄」
作詞・作曲 - 江幡育子 / 編曲 - 磯江俊道 / 歌 - いとうかなこ
「ガラスのくつ」
作詞・歌 - いとうかなこ / 作曲・編曲 - 村上正芳

## スタッフ
- 製作総指揮 - でじたろう
- キャラクターデザイン・原画 - 中央東口
- シナリオ・スクリプト - 虚淵玄
- 2Dグラフィックディレクション - なまにくATK
- 2Dグラフィック - にじこ、りんごキック、よう太、オガミけいち
- デザインワーク - yoshiyuki
- 3Dグラフィックディレクション・ムービーワーク - もえら
- 3Dグラフィック - 麻生さん
- 3Dモデリング - ポリゴン番長、イム、Mr.K、難中亭多楽、風漢
- プログラム - 小山光
- 製作進行 - まさかり
- 音楽 - ZIZZ STUDIO
- ボーカル - いとうかなこ

## 関連商品
- 沙耶の唄オリジナルサウンドトラックCD
- 沙耶の唄オリジナルサウンドトラックレコード[2][3]
- 沙耶の唄&天使ノ二挺拳銃 Official Works
- 星海社FICTIONS 沙耶の唄（ノベライズ）
- Lycee

## 話題
- エンディング曲の1つである「ガラスのくつ」は元々本作のために作曲された楽曲ではなく、ZIZZ STUDIOが作曲したオリジナル曲の中から虚淵玄が目を付け、使用許可をもらったという経緯がある。
- 海外のIDWパブリッシング社による漫画版が刊行されている。
- 本作のシナリオを担当した虚淵が後に脚本を担当したテレビアニメ『魔法少女まどか☆マギカ』がヒットした際には、本作についても再評価されて注目が集まり、新作ゲーム1本分程度の売り上げがあったという[4]。

## 客演作品
ニトロ+ロワイヤル -ヒロインズデュエル-
沙耶がプレイアブルキャラクターとして登場。
ニトロプラス ブラスターズ -ヒロインズ インフィニット デュエル-
沙耶がプレイアブルキャラクターとして登場。